# Адолф Ајхман
Адолф Ото Ајхман (Золинген, 19. март 1906 — Рамла, 1. јун 1962) био је официр високог ранга у нацистичкој Немачкој и служио је као оберштурмбанфирер у СС. Био је руководилац реферата IV B/4, у Главном уреду безбедности у чијој надлежности је било прогањање и уништавање Јевреја.
Био је задужен за координацију плана истребљења милиона људи током Холокауста, посебно Јевреја, које је названо „Коначно решење“ (Endlösung). Организовао је проналажење и одвођење људи у разне концентрационе логоре. Стога, често је називан и „Главним егзекутором“ нацистичке Немачке. После пада Рајха Американци су га ухапсили али је грешком пуштен. Успео је да побегне у Јужну Америку (Аргентину), где је живео све до 1960. године када га је лоцирала израелска тајна служба, Мосад. Припадници Мосада су га киднаповали и одвели у Израел, где му је и суђено, а као бивши СС потпуковник и ратни злочинац осуђен је на смрт вешањем. Смртна казна је извршена у израелском затвору у Рамли 1. јуна 1962.

## Детињство и младост
Рођен у немачком граду Золингену, Адолф Ајхман био је син средње успешног бизнисмена и индустријалца. После смрти његове мајке, 1914, његова породица се преселила у Линц у Аустрији. Током Првог светског рата, Ајхманов отац је служио у аустроугарској армији. Године 1920, Ајхманова породица се преселила назад у Немачку.

## Нацистичка партија и СС
Ајхманов први контакт са Нацистичком партијом био је кад се придружио покрету Вандерфогел, који се описује као сељачко аријевско братство базирано на антисемитским идејама. Постоје докази да су неке Вандерфогел групе чинили и Јевреји, те је сигурно да антисемитизам није постојао у свим деловима покрета. Године 1932, Ајхман се вратио у Аустрију и службено приступио аустријској Нацистичкој партији.
На савет старог породичног пријатеља, Ернста Калтенбрунера, Ајхман се придружио аустријском огранку СС-а као СС-Анвертер 1. априла 1932. Прихваћен је као пуноправни члан СС-а новембра исте године, поставши СС-Ман, и добио је СС број 45326.
Године 1933, нацисти су дошли на власт у Немачкој, и Ајхман се поново вратио у ту земљу. Унапређен је у шарфирера у администрацији логора Дахау. Добровољно се јавио у Сигурносну службу и радио као референт за разраду масонске картотеке. У јуну 1935. године премјештен је као референт за јеврејска питања, те у сарадњи са њемачком тајном полицијом Гестапо ради на планирању протјеривања Јевреја из Њемачке. Након припајања Аустрије 1938. године, као заповједник СД распоређен је у Беч, гдје заједно са својим замјеником Алојзом Брунером основао Централни уред за исељавање Јевреја. Уред има за циљ насилно исељавање јеврејског становништва из Аустрије. По том моделу оснива уред у Прагу са истим циљевима и задацима. Почетком 1940. године преузео је Централни уред у Берлину од Рајнхарда Хајдриха и постао шеф Реферата IV Д 4 централне сигурносне службе РСХА. 9. октобра 1942. године Брунер је известио Ајхмана са одушевљењем: Беч је очишћен од Јевреја! За вријеме боравка у Бечу протјерано је 180.000 Јевреја. У јулу 1941. године Ајхман је преузео нову дужност, па је задужен за цјелокупно исељавање и протјеривање Јевреја из Њемачке и окупираних подручја, као и њихов транспорт у концентрационе логоре. Под његовом управом је координација свих транспорта обично жељезницом, организација и стварање гета, те одузимања јеврејске имовине и управљања истом. Тиме је одговоран за смрт преко 6 милиона Јевреја, који су погубљени или у гетоима или у концентрационим логорима. 1941. године састао се са Мухамедом Амином ел Хусеинијем, једним од зачетника антисемитизма у арапским земљама, те са њим планира истребљење Јевреја на просторима Арабије и Блиског истока. 1942. године на Ванзејској конференцији координирао је и водио протокол о коначном решењу јеврејског питања. Након посјете концентрационом логору Аушвиц, сарађивао је са мађарским фашистима на заједничким транспортима Јевреја према Аушвицу. Окупацијом Мађарске од стране њемачке оружане силе Ајхман је основао Ајхман-командо, специјалну јединицу СС под водством Ајхмана, која је задужена заједно са локалном управом за депортацију десетине хиљада Јевреја из Мађарске. Јединица се састојала од 150 особа. Посета у Аушвицу омогућила му је логистичко организовање индустријског убијања и ради на побољшању и усклађивању транспорта жељезницом. У записницима са суђења потврђена је готово болесна перфекција и тежња да ниједан транспорт људи због никаквог разлога не изостане. Постоје подаци по којима је особно Ајхман давао првенство транспортима Јевреја према логорима у односу на логистичку потпору њемачкој оружаној сили на фронту.

## Бег из Немачке
Након завршетка Другог свјетског рата Ајхман је 1945. године побегао из америчког логора војних заробљеника Обердахштетен и са лажним документима под именом Ото Хенингер живео у малом селу Алетнзалцкох, где је радио као шумски радник. У исто време ловац на нацисте, Симон Визентал, покушава да пронађе Ајхмана и организује претрес у кући Ајхманових родитеља у Линцу и покушава се сусрести са Ајхмановом супругом. У августу 1947. године могао је бити ухапшен по налогу Симона Визентала, који је наредио претрес стана у Фишердорфу, дијелу Алтауссее на кућном броју 8. Умјесто претреса тог стана, аустријски су се жандари задржали на кућном броју 38, гдје су тражили неког другог нацистичког официра. Након тога, жандари су ипак дошли на број 8, гдје им је врата отворила Ајхманова супруга Вероника Лиебл-Ајхман, која је тврдила да је од марта 1945. године разведена од Ајхмана и да га од тада није више видјела. Због пропасти фирме у којој је радио, смјешта се у изнајмљеном дијелу простора фирме, те живи од повремених послова све до 1950. године. Тада уз помоћ аустријског бискупа Алојза Худала из Ватикана и њемачке организације за избјеглиштво Стилле Хилфе преко Италије се исељава већ организованим пацовским каналима у Аргентину. Под именом Рикардо Клемент добија избјеглички пасош Црвеног крста и након извјесног времена састаје са својом породицом. Релативно скромно живи у Аргентини у мјесту Calle Chacabuco. 1957. године тужилац у Аушвиц процесу Фриц Бауер добија писмо од свог пријатеља и бившег логораша Лотар Хермана из Буенос Ајреса, у ком пише да је његова кћерка Сyлвиа упознала најстаријег сина Адолфа Ајхмана, који је због својих антисемитистичких изјава лако пао у сумњу. Фриц Бауер обавјештава израелску владу, која у сарадњи са израелском тајном службом Мосад организова праћење и истрагу о Ајхману. Изјавом агента Мосада, након посјете у стану, да један тако високо рангирани нацистички СС официр живи у скромним условима, истрага се готово прекида све до марта 1960. године када Лотар Херман у сарадњи са њемачко-Јеврејском заједницом у Буенос Ајресу саставља писмо израелским властима у којем тврди: "...како изгледа Израел нема интереса за хапшењем Ајхмана...". До тада Ајхман је запослен у фирми Дајмлер Бенц у мјесту Гонзáлез Цатáн, предграђу Буенос Ајреса.

## Хапшење и процес
Дана 11. маја 1960. године Ајхман је отет и пребачен авионом у Израел. Подаци о операцији хапшења и пребацивања Ајхмана у Израел до сада нису службено објављени и потврђени, те постоји неколико верзија, које су описане у књигама енглеских и израелских аутора. Због немогућности изручења и непостојања конвенције о изручењу између Бразила и Израела, постоји верзија да је тајно отет у акцији Моссад-а под тајним именом Операција Гарибалди, те под именом Атила, међу којима је био агент Моссада Петер Зви Малкин. По другој верзији пребачен је уз помоћ генералног директора Даимлер Бенза у Аргентини Вилијам Мосетија, као и многих добровољаца, у Уругвај у мјесто Пунта дел Есте, одакле је летом израелске компаније Ел ала пребачен за Израел. Давид Бен-Гурион обзнанио је 27. маја 1960. године хапшење Ајхмана пред израелским парламентом, док се истовремено у њемачким дипломатским круговима покушавала наћи могућност Ајхмановог изручења Њемачкој. Сматра се да није, осим званичне информације, уопште покушано да се Ајхман изручи. Правдано је то тиме да не постоје дипломатски односи на линији Израел-Њемачка, те тврдњом да Ајхман није њемачки држављанин, због исељења у Аустрију и сл.
У документима објављеним 2006. године од стране америчке обавјештајне организације ЦИА-е, доказано је да је мјесто боравка било познато њемачкој обавјештајној служби, па тако и влади Њемачке, двије године прије хапшења Ајхмана. Информација није искориштена нити прослијеђена Израелу вјероватно из разлога заштите високих владиних представника, као нпр. Ханса Глобкеа, једног од аутора многобројних закона у нацистичкој Њемачкој и каснијем сараднику у влади њемачког предсједника владе Конрада Аденауера. Такође је 1954. године Документациони центар Симона Визентала већ 1954. године имао информације о боравку Ајхмана у Аргентини, али ни Светски јеврејски конгрес нити Мосад нису показали интерес за хапшење Ајхмана.
У интервјуу њемачког дневника Јунге велт са новинарком Габи Вебер појављује се нова верзија о хапшењу Ајхмана. Она тврди да у отмицу није био умијешан Моссад него војна обавјештајна служба ЛАКАН, која је у Аргентини испитивала могућности трансфера нуклеарне технологије из Аргентине у Израел, те израду израелске атомске бомбе. Ајхманова умијешаност у послове и у размјену технологије, те његови интервјуи са Вилемом Сасеном, довели су до одлуке и сарадње аргентинских и бразилских власти на депортацији Ајхмана.

### Питање држављанства
Након хапшења Ајхмана, аустријској политици није одговарало, тврдња о аустријском држављанству Ајхмана, те је на захтјев тадашњег министра унутрашњих послова Аустрије, Јозефа Африча, нађен начин правног одузимања аустријског држављанства Адолфу Ајхману. Како је Ајхман рођен у Њемачкој, али се као дијете са родитељима преселио у Аустрију 1914. године, те је по аустријском Закону о држављанству из 1918. године, било довољно стално мјесто боравка за добијање држављанства. Самим тим је Ајхманов отац добио аустријско држављанство, док га је Адолф добио по аутоматизму. Службеник аустријске криминалистичке полиције Лео Мајер (касније: Лео Франк), пронашао је рјешење у законској одредби о одузимању држављанства Аустријанцима, који су били припадници у страним војним јединицама, а због Ајхмановог чланства у Аустријској легији, министар Африч, одобрио је ретроактивну примјену ове одредбе, те је тиме de facto, Ајхману одузето аустријско држављанство.

### Процес
Читањем и предавањем оптужнице Ајхману, 1. фебруара 1961. године, истовремено је припремљен протокол одбране на преко 3.000 страна са 1.300 докумената (касније око 1.600), те је састављена листа од тридесетдевет сведока. Под службеним бројем 40/61 11. априла 1961. године почиње процес против Адолфа Ајхмана на Окружном суду у Јерусалиму. Деветомјесечном припремом и истрагом састављена је оптужница у 15 тачака под председавајућим судијама Моше Ландау, Бенјамин Халеви и Јицак Равех. Главни тужилац је био Гидеон Хауснер, а његов замјеник Габријел Бах. Основица за оптужницу је састављена на основу преко 1.500 докумената и саслушања 100 свједока, од којих су 90 били бивши логораши концентрационих логора.. Његов адвокат је био Нијемац Роберт Серватијус, што је иначе пракса преузета након Нирнбершког процеса, а што је омогућено доношењем посебног закона по коме један страни адвокат може заступати оптуженог на израелском суду, јер се није могао наћи ниједан израелски адвокат који би заступао Ајхмана. Одбрана је позвала слиједеће свједоке: Ерих фон дем Бах-Зелевски, Рихард Баер, Курт Бехер, Теодор Хорст Грел, Вилхелм Хетл, Валтер Хупенкотен, Ханс Јитнер, Херберт Каплер, Херман Крумеy, Макс Мертен, Франц Новак, Франц Алфред Сих, Алфред Славик, Еберхард фон Таден, Едмунд Фезенмајер и Ото Винкелман.

### Оптужница
Петнаест тачака оптужнице могу се подијелити у четири групе:
- И категорија - Злочини против Јеврејског народа.
  - 1. Узроковање смрти милиона Јевреја кроз логоре за уништавање, дјеловањем сигурносне полиције, оснивањем радних логора, оснивањем концентрационих логора и масовном депортацијом Јевреја.
  - 2. Стварање животних услова под којима су милиони Јевреја требало да буду физички уништени.
  - 3. Узроковање тешких тјелесних и душевних штета милионима Јевреја у Европи.
  - 4. Припрема мјера за стерилизацију Јевреја, чиме би се онемогућило рађање.
- II категорија - Злочини против човјечности
  - 5. Узроковање убистава, уништавања, поробљавања и депортације Јеврејског становништва.
  - 6. Прогањање Јевреја из националних, расних, вјерских и политичких разлога.
  - 7. Провођење пљачкања Јеврејске имовине кроз нехумане мјере, укључивши крађу, присилу, терор и мучење.
  - 9. Депортација 500.000 припадника пољског народа из мјеста становања са циљем насељавања тих територија Нијемцима.
  - 10. Депортација 14.000 Словенаца са циљем насељавања тих подручја Нијемцима.
  - 11. Депортација десетине хиљада Синти, Рома и њихово транспортовање у логоре за уништавање.
  - 12. Депортација отприлике стотину дјеце из чешког села Лидице у Пољску са циљем њиховог уништавања.
- III категорија - Ратни злочини
  - 8. Злостављање, депортација и убиство Јевреја.
- ИВ категорија - Чланство у злочиначким организацијама.
  - 13. Чланство у СС.
  - 14. Чланство у Сигурносној служби СС.
  - 15. Чланство у тајној полицији Гестапо.

### Одбрана
Њемачки адвокат Роберт Серватиус водио је одбрану Ајхмана под тезом да он није био директно укључен у холокауст, него да је извршавао наређења, што му је као војнику била обавеза, те самим тим не постоји основа за пресуду. Наређења је само даље проводио и био је „точкић у систему“. Израел је финансирао одбрану са незнатних 20.000 $, док је породица Ајхман додатно платила 15.000 њемачких марака. Дио новца који је Вилем Сасен добио за тантијеме од продаје интервјуа са Ајхманом од америчког часописа Тајм искориштен је за одбрану Ајхмана, али је америчка обавјештајна агенција ЦИА прије објављивања, све дијелове разговора који су се тицали њемачког правника Глобкеа избрисала и цензурисала. Још један проблем одбране је био у томе да готово није постојала могућност саслушања свједока одбране, који би по израелским законима могли бити ухапшени због сличних оптужби као и Ајхман. Изјаснио се као недужан и улагањем жалбе у првој инстанци повео је расправу о праву израелског суда и легитимности процеса према њему. Суђење је Ајхман провео у кабини од непробојног стакла и у трајању суђења није показао кајање нити осјећаје кривње. Признао је да је убиство 6 милиона Јевреја један од највећих злочина у историји човјечанства, али је нагласио да је само извршавао наређења других, али и да је добио наређење да сам убије, извршио би и то наређење без размишљања. Његову равнодушност према холокаусту може се огледати у дијалогу саслушања са израелским полицијским официром Авнер Лессом:
Лес: " Ви сте службено знали за гасне коморе и убијања у њима? "
Ајхман: " Да то знао сам, то је сасвим јасно."
Ајхман: "(...) био сам све те године задовољан да са тим немам ништа. Ја са уништавањем нисам имао ништа. "
Лес: " Зар депортација није била повезана са уништавањем? "
Ајхман: "Господине Авнер, рекао сам вам већ, нисам био задужен да знам ко је, а ко не био у радном процесу за шта обавезан. Ја сам имао наређење депортовати. (...)."
Лес: " И то значи, да нисте били против злочина?"
Ајхман: " Ја сам слушао наређења. Свеједно какве. Ја сам слушао наређења и извршавао их. Из моје коже не могу напоље. "
У разговорима Ајхмана са Вилемом Сасеном, припадником СС јединице из Холандије, вођених 50-их година у Аргентини, који су објављивани у часописима у САД и у Њемачкој, Сасен наводи реченицу у којој Ајхман каже:
 „Да смо убили 10,5 милиона Јевреја, био бих задовољан и могао би рећи, у реду, уништили смо непријатеља... Ја нисам био обични извршилац наређења, као такав био би будала, радио сам на томе из идеализма.." .
Сличне изјаве и размишљања, мада не у овако отвореном тону, могу се наћи у његовом тестаменту и дневнику ("Гöтзен") „Идоли“ које је написао за вријеме суђења у затвору у Рамли:
 "... Ја ћу вам приказати живот тог времена како је било, како сам га ја преживео и видео. Нећу покушати ништа улепшати. Не пишем ни за чију част и славу; какве су то само лажне и лажљиве речи. Оно у што сам јуче морао веровати и обожавати, данас лежи у праху поражености. Описаћу вам геноцид над Јеврејима, онако како се десио и даћу вам моја размишљања од јуче и од данас. Не само да сам поља смрти властитим очима гледао, поља као клаонице на којима живот нестаје, видио сам још страшније ствари. Видио сам како са мало речи, кроз кратке речи и наређења појединца, коме је државно вођство дало власт, стварају се места за уништавање живота. Видио сам и неугоду тока машинерије смрти. Точкић који покреће точкић, као сатни механизам. И видео сам оне који пазе на сатни механизам, одржавају га, побољшавају га. Видио сам и оне који механизам поново запињу и посматрају казаљку која секунде показује, која жури и жури као живот према смрти. Видио сам највећи и најнасилнији плес смрти свих времена. То сам видео. " 
Ајхман је у свим тачкама оптужнице проглашен кривим.

### Пресуда
Суђење је завршено 15. децембра 1961. године пресудом: смрт вјешањем. Жалбом Ајхмана и његовог адвоката пресуда је потврђена 29. маја 1962. године и извршена 1. јуна 1962. године. Ајхман је остао једина особа којој је један израелски суд донио и извршио смртну пресуду. Кремиран је и његов је пепео распршен у Средоземно море, да не би могао бити сахрањен ни у једној другој држави.

### Легитимност процеса
Већ на почетку суђења Ајхман је изјавио да израелски суд нема легитимност која њему, као оптуженом, може осигурати непристрасно суђење. Критичари процеса, али и ревизионисти нацизма, сматрају ово суђење пристрасним, јер израелско право заступа само погледе и захтјеве јеврејског народа. Суд се позивао на међународни правни принцип, тзв. универзалну јурисдикцију, по којој повреде ових одредби омогућавају суђење и ван подручја на којем је кривично дјело почињено. Основица за доношење оптужнице је у Израелу 1960. године донесена законска одредба под називом "Закон о кажњавању нациста и нацистичких сарадника, која је заснована на Лондонском статуту из 1945. године, основном праву за суђења нациста у Њемачкој као и за Нирнбершке процесе.

### Суђење у медијима
Процес против Ајхмана праћен је у 38 земаља, а посебно у Њемачкој и Израелу. Суђење се могло пратити уживо, помоћу сакривених камера, којима је забиљежен цијели ток суђења. Дневне извјештаје израђивала је америчка филмска компанија Цапитал Цитиес Броадцастинг Цорпоратион. Постоји неколико документарних филмова у којима је приказан ток процеса.
У књизи Ајхман у Јерусалиму, америчка књижевница немачко-јеврејског поријекла Хана Арент говори о Ајхману, као и већини националсоцијалиста, као сасвим нормалним људима, који су тежећи каријери извршавали за писаћим столом и највеће злочине, без гриже савести. Сам поднаслов књиге, Баналност зла, у ревизионистичким круговима злоупотребљава се као теза да је сваки човек у одређеним околностима склон злочину. Те је тезе Арент побијала и сматрала неправилним тумачењем свога дела.